# Puchar Wysp Owczych w piłce nożnej (1985)
Puchar Wysp Owczych w piłce nożnej mężczyzn 1985 (far. Løgmanssteypið) – 39. edycja rozgrywek mających na celu wyłonienie zdobywcy Pucharu Wysp Owczych. Tytułu bronił klub HB Tórshavn, a przejął go GÍ Gøta.

## Uczestnicy
W Pucharze Wysp Owczych wzięły udział drużyny ze wszystkich poziomów ligowych na archipelagu.
| Grający od rundy eliminacyjnej                                                                   | Grający od rundy wstępnej | Grający od rundy eliminacyjnej                                                      | Grający od rundy wstępnej | Grający od rundy eliminacyjnej                                                         |
| 1. deild 1985 8 drużyn                                                                           | 1. deild 1985 8 drużyn    | 2. deild 1985 7 drużyn                                                              | 2. deild 1985 7 drużyn    | 3. i 4. deild 1985 7 drużyn                                                            |
| - B68 Toftir - GÍ Gøta - HB Tórshavn - ÍF Fuglafjørður - KÍ Klaksvík - LÍF Leirvík - NSÍ Runavík | - TB Tvøroyri             | - B36 Tórshavn - Fram Tórshavn - MB Miðvágur - SÍ Sumba - SÍF Sandavágur - VB Vágur | - Royn Hvalba             | - AB Argir - B71 Sandoy - EB Eiði - ÍF Streymur - Skála ÍF - SB Strendur - SÍ Sørvágur |

## Terminarz
| Runda              | Data pierwszego meczu    | Data drugiego meczu  | Uwagi                                                               |
| ------------------ | ------------------------ | -------------------- | ------------------------------------------------------------------- |
| Runda wstępna      | 21 kwietnia 1985         | nie rozgrywa się     | Udział rozpoczęły TB Tvøroyri i Royn Hvalba.                        |
| Runda eliminacyjna | 1, 15, 16 i 21 maja 1985 | nie rozgrywa się     | Udział rozpoczęły pozostałe drużyny ze wszystkich poziomów ligowych |
| Ćwierćfinał        | 27 maja 1985             | nie rozgrywa się     |                                                                     |
| Półfinał           | 2 czerwca 1985           | 18 i 30 czerwca 1985 |                                                                     |
| Finał              | 29 września 1985         | nie rozgrywa się     |                                                                     |

## Runda wstępna
| 21 kwietnia 1985 | TB Tvøroyri                                                                   | 4:0   | Royn Hvalba |                                                   |
|                  | Birgir Dimon 40' · John Rødgaard 58' · Kári Niclasen 83' · Henrik Thomsen 88' | (1:0) |             | Sevmýri, Tvøroyri Sędzia: Preben Olsen (VB Vágur) |

## Runda eliminacyjna

### 1. runda
| Drużyna 1      | Wynik   | Drużyna 2   |
| -------------- | ------- | ----------- |
| 1 maja 1985    |         |             |
| Fram Tórshavn  | 1:0     | Skála ÍF    |
| SÍF Sandavágur | 6:1     | SÍ Sørvágur |
| VB Vágur       | 2:1     | SÍ Sumba    |
| B36 Tórshavn   | 0:1     | HB Tórshavn |
| SB Strendur    | 0:3 wo. | AB Argir    |

| 1 maja 1985 | Fram Tórshavn | 1:0   | Skála ÍF |                                                                         |
|             |               | (1:0) |          | Gundadalur (ovari vøllur), Tórshavn Sędzia: Holger Hansen (HB Tórshavn) |

| 1 maja 1985 | SÍF Sandavágur | 6:1   | SÍ Sørvágur |                                                                  |
|             |                | (1:1) |             | Valloyran, Sandavágur Sędzia: Sigurður Friðjónsson (MB Miðvágur) |

| 1 maja 1985 | VB Vágur      | 2:1 | SÍ Sumba |                                                        |
|             |               |     |          | á Eiðinum, Vágur Sędzia: Karl Johannesen (TB Tvøroyri) |
|             | Jacob Poulsen |     |          |                                                        |

| 1 maja 1985 | B36 Tórshavn | 0:1   | HB Tórshavn     |                                                                          |
|             |              | (0:0) | Erling Jacobsen | Gundadalur (ovari vøllur), Tórshavn Sędzia: Øssur Mohr (ÍF Fuglafjørður) |

| 1 maja 1985 | SB Strendur | 0:3 (wo.) | AB Argir |                         |
|             |             |           |          | undir Mýruhjalla, Skála |

### 2. runda
| Drużyna 1      | Wynik        | Drużyna 2       |
| -------------- | ------------ | --------------- |
| 15 maja 1985   |              |                 |
| SÍF Sandavágur | 5:2          | AB Argir        |
| 16 maja 1985   |              |                 |
| MB Miðvágur    | 2:3          | EB Eiði         |
| ÍF Streymur    | 2:0          | B71 Sandoy      |
| TB Tvøroyri    | 1:1 (k. 5:6) | VB Vágur        |
| HB Tórshavn    | 5:0          | Fram Tórshavn   |
| KÍ Klaksvík    | 1:0          | ÍF Fuglafjørður |
| B68 Toftir     | 2:3          | GÍ Gøta         |
| 21 maja 1985   |              |                 |
| NSÍ Runavík    | 2:1          | LÍF Leirvík     |

| 15 maja 1985   | SÍF Sandavágur | 5:2 | AB Argir |                                                                  |
|                |                |     |          | Valloyran, Sandavágur Sędzia: Sigurður Friðjónsson (MB Miðvágur) |
| Alfred Joensen |                |     |          |                                                                  |

| 16 maja 1985    | MB Miðvágur    | 2:3 | EB Eiði |                                                        |
|                 |                |     |         | MB-Arena, Miðvágur Sędzia: Sune Johansen (SÍ Sørvágur) |
| Petur Eiriksson | Nikkel Nielsen |     |         |                                                        |

| 16 maja 1985 | ÍF Streymur | 2:0 | B71 Sandoy |                                                    |
|              |             |     |            | á Mølini, Eiði Sędzia: Heri Davidsen (NSÍ Runavík) |

| 16 maja 1985   | TB Tvøroyri                                        | 1:1 (pd.) | VB Vágur |                                                               |
|                |                                                    |           |          | Sevmýri, Tvøroyri Sędzia: Sveinbjørn Danielsson (Royn Hvalba) |
| Pól F. Joensen | Jón Pauli Olsen · Evald Samuelsen · Sørin Richardt |           |          |                                                               |

| 16 maja 1985           | HB Tórshavn                                                    | 5:0 | Fram Tórshavn |                                                                       |
|                        | Kári Reynheim · Erling Jacobsen · Jákup Midjord · Kári Nielsen |     |               | Gundadalur (ovari vøllur), Tórshavn Sędzia: Agnar Bech (B36 Tórshavn) |
| Eyðun Dal-Christiansen |                                                                |     |               | Gundadalur (ovari vøllur), Tórshavn Sędzia: Agnar Bech (B36 Tórshavn) |

| 16 maja 1985 | KÍ Klaksvík | 1:0 | ÍF Fuglafjørður |                                                      |
|              |             |     |                 | við Djúpumýrar, Klaksvík Sędzia: Jens Holm (GÍ Gøta) |

| 16 maja 1985 | B68 Toftir | 2:3 | GÍ Gøta |                                                            |
|              |            |     |         | Svangaskarð, Toftir Sędzia: Kim Ejdesgaard (Fram Tórshavn) |

| 21 maja 1985 | NSÍ Runavík | 2:1 | LÍF Leirvík |                                                            |
|              |             |     |             | við Løkin, Runavík Sędzia: Símun Petur Hjelm (KÍ Klaksvík) |

## Runda finałowa

### Ćwierćfinały
| Drużyna 1    | Wynik        | Drużyna 2      |
| ------------ | ------------ | -------------- |
| 27 maja 1985 |              |                |
| NSÍ Runavík  | 5:2          | ÍF Streymur    |
| GÍ Gøta      | 2:2 (k. 4:3) | HB Tórshavn    |
| EB Eiði      | 2:1 pd.      | VB Vágur       |
| KÍ Klaksvík  | 1:1 (k. 1:3) | SÍF Sandavágur |

| 27 maja 1985 | NSÍ Runavík | 5:2   | ÍF Streymur |                                                            |
|              |             | (3:2) |             | við Løkin, Runavík Sędzia: Símun Petur Hjelm (KÍ Klaksvík) |

| 27 maja 1985                                                                    | GÍ Gøta                              | 2:2 (pd.)                                      | HB Tórshavn                        |                                                               |
|                                                                                 | Pauli Jarnskor 75' · Dánjal Jarnskor |                                                | Erling Jacobsen · Jóannes Jakobsen | Sarpugerði, Norðragøta Sędzia: Kim Ejdesgaard (Fram Tórshavn) |
| · Símun Petur Justinussen · Dánjal Jarnskor · Pauli Jarnskor · Poul Enok Hansen | Rzuty karne                          | · Julian Hansen · Kári Reynheim · Heðin Askham |                                    | Sarpugerði, Norðragøta Sędzia: Kim Ejdesgaard (Fram Tórshavn) |

| 27 maja 1985 | EB Eiði                                        | 2:1 (pd.)       | VB Vágur            |                                                                          |
|              | Poul Knút Ejdesgaard 75' · Ólavur Høghamar 95' | (0:1, 1:1, 2:1) | 40' Evald Samuelsen | á Mølini, Eiði Widzów: 250 Sędzia: Kristmar Johannesen (ÍF Fuglafjørður) |
|              | Petur Ludvig                                   | (0:1, 1:1, 2:1) |                     | á Mølini, Eiði Widzów: 250 Sędzia: Kristmar Johannesen (ÍF Fuglafjørður) |

| 27 maja 1985     | KÍ Klaksvík         | 1:1 (pd.)                                          | SÍF Sandavágur     |                                                               |
|                  | Petur Andreasen 30' | (1:0, 1:1, 1:1, k. 1:3)                            | 88' Torkil Nielsen | við Djúpumýrar, Klaksvík Sędzia: Niklas á Líðarenda (GÍ Gøta) |
|                  | Alfred Joensen      | (1:0, 1:1, 1:1, k. 1:3)                            |                    | við Djúpumýrar, Klaksvík Sędzia: Niklas á Líðarenda (GÍ Gøta) |
| · Beinur Poulsen | Rzuty karne         | · Torkil Nielsen · Stefan Stefansson · Petur Olsen |                    | við Djúpumýrar, Klaksvík Sędzia: Niklas á Líðarenda (GÍ Gøta) |

### Półfinały
| Drużyna 1                            | Wynik dwumeczu | Drużyna 2 | Pierwszy mecz | Drugi mecz |
| ------------------------------------ | -------------- | --------- | ------------- | ---------- |
| NSÍ Runavík                          | 5 – 3          | EB Eiði   | 3:1           | 2:2        |
| SÍF Sandavágur                       | 5 – 6          | GÍ Gøta   | 2:2           | 3:4        |
| Po lewej gospodarz pierwszego meczu. |                |           |               |            |

#### Pierwsze mecze
| 2 czerwca 1985 | NSÍ Runavík                                           | 3:1   | EB Eiði |                                                      |
| 15:00 WEST     | Sigmund Johannesen · Trygvi Mortensen · Eyðun Gaardbo | (0:0) | ?       | við Løkin, Runavík Sędzia: Egga Jensen (HB Tórshavn) |
| 15:00 WEST     | Anfinnur Kruse                                        | (0:0) |         | við Løkin, Runavík Sędzia: Egga Jensen (HB Tórshavn) |

| 2 czerwca 1985 | SÍF Sandavágur                   | 2:2   | GÍ Gøta                                       |                                                            |
| 15:00 WEST     | Bjørn Akselsen · Jonhard Joensen | (2:0) | Dánjal Jarnskor                               | Valloyran, Sandavágur Sędzia: Nemus Djurhuus (HB Tórshavn) |
| 15:00 WEST     | Petur Olsen 85'                  | (2:0) | 85' Janus Rasmussen · Hans Leo í Bartalsstovu | Valloyran, Sandavágur Sędzia: Nemus Djurhuus (HB Tórshavn) |

#### Rewanże
| 18 czerwca 1985 | EB Eiði                                   | 2:2   | NSÍ Runavík                                  |                                               |
| 18:00 WEST      | Ólavur Høghamar 3' · Suni í Kollsbyrgi 7' | (2:1) | 35' Eyðun Gaardbo · 48' Jóan Petur Langgaard | á Mølini, Eiði Sędzia: Agga Joensen (GÍ Gøta) |
| 18:00 WEST      | Tom Joensen                               | (2:1) |                                              | á Mølini, Eiði Sędzia: Agga Joensen (GÍ Gøta) |

| 30 czerwca 1985 | GÍ Gøta                           | 4:3   | SÍF Sandavágur                                 |                        |
|                 | Magnus Gregersen · Pauli Jarnskor | (4:1) | Torkil Nielsen · Jonhard Joensen · Petur Olsen | Sarpugerði, Norðragøta |

### Finał
| 29 września 1985 | NSÍ Runavík · Eyðun Gaardbo 60' (k.), 62'            | 2:4(0:2)Raport | GÍ Gøta · 5' Símun Petur Justinussen · 17', 82' Hans Leo í Bartalsstovu · 47' Magnus Gregersen | í Fløtugerði, Fuglafjørður Widzów: 300 Sędzia: Símun Petur Hjelm (KÍ Klaksvík) |
|                  | kartki: · Trygvi Mortensen 75' · Jens Martin Knudsen |                | kartki: · Dánjal Jarnskor                                                                      |                                                                                |

|            |    |                      |
|            |    |                      |
| BR         | 1  | Jens Martin Knudsen  |
| BR         | 12 | Petur Mohr           |
| OB         | 2  | Jógvan Højgaard      |
| OB         | 3  | Árni Midjord         |
| OB         | 5  | Ivan Højgaard (C)    |
| OB         | 6  | Dánial Pauli Jensen  |
| OB         | 7  | Trygvi Mortensen     |
| OB         | 9  | Eyðun Gaardbo        |
| OB         | 10 | Niclas Johannesen    |
| PO         | 4  | Jóan Petur Langgaard |
| PO         | 11 | Ingolvur Gunnarson   |
| PO         | 14 | Poli Justinussen     |
| PO         | 15 | Edvard Nielsen       |
| PO         | 16 | Oddfríður Gaardbo    |
| NA         | 8  | Terji Hansen         |
| Trener:    |    |                      |
| Ian Salter |    |                      |

|              |    |                             |
|              |    |                             |
| BR           | 1  | Petur Holm                  |
| OB           | 2  | Janus Rasmussen             |
| OB           | 3  | Hallur Hansen               |
| OB           | 4  | Jóannes Mikkelsen           |
| OB           | 6  | Páll Gregersen              |
| OB           | 8  | Poul Enok Hansen            |
| OB           | 10 | Hans Leo í Bartalsstovu (C) |
| OB           | 18 | Dánjal Jarnskor             |
| PO           | 14 | Pauli Jarnskor              |
| PO           | 15 | John Jarnskor               |
| PO           | 16 | Torry í Bartalsstovu        |
| NA           | 7  | Símun Petur Justinussen     |
| NA           | 11 | Magnus Gregersen            |
| Trener:      |    |                             |
| Thomas Herde |    |                             |

| Zdobywca Pucharu Wysp Owczych 1985 |
| GÍ Gøta 2. tytuł                   |
| ---------------------------------- |